# Jean Hougron
 Jean Hougron, né le 1er juillet 1923 à Colombelles et mort le 22 mai 2001 à Paris 15e, est un écrivain français.

## Biographie
Fils de Jean André Théophile Hougron (1899-1954), cheminot et de Denise Gabrielle Grude (1903-1983), Jean Hougron suit pendant son enfance les mutations de son père : Cherbourg, Paray-le-Monial et Dreux où il arrive en 1936 et intègre le Pensionnat Saint-Pierre (aujourd'hui institut Saint-Pierre Saint-Paul) tenu par les Frères des écoles chrétiennes, faisant notamment partie de son équipe de football, où il montre déjà une grande prédilection pour les arts littéraires, décrochant les premiers prix en littérature et composition française. Ayant obtenu son brevet, il quitte le Pensionnat Saint-Pierre qui ne préparait pas alors à la seconde partie du baccalauréat, pour le collège Rotrou de la même ville et y obtient un bac en philosophie. Marcel Dessal, son professeur d'histoire, lui dira en 1964 qu'il fut son meilleur élève. Puis, il commence des études de droit à Paris et donne, de 1941 à 1945, dans son ancien pensionnat de Dreux, des cours d'anglais et d'éducation physique, ayant pratiqué l'athlétisme à l'Alliance de Dreux.
Après la Libération, il effectue seulement trois mois de service militaire, puis, en 1946, part faire un stage d’un an dans une maison d'import-export à Marseille, il publie alors dans une revue marseillaise des récits de roman noir et écrit un roman d'anticipation qui n'est pas publié. 
Son employeur l'envoie en Indochine en août 1947 où il se rend par le SS Pasteur. Il y part par goût de l'aventure, du risque calculé et dans le but d'y écrire plusieurs romans. Il déclare avant de partir à plusieurs de ses amis : « Vous entendrez parler de moi ».
À Saigon, un vieux légionnaire le prend en amitié et lui apprend à tirer au colt ce qui lui sera utile. Puis, neuf fois mois après son arrivée, lassé de l'atmosphère déprimante des bureaux, il quitte son travail pour devenir chauffeur de camion. Il parcourt le Laos, le Cambodge, la Chine du Sud et la Thaïlande. Il exerce ensuite plusieurs métiers, planteur de tabac, ramasseur de benjoin ou de corne molle de cerf dans le nord du Laos, marchand de bière, et apprend à parler laotien et chinois. Il vit en Chine où il recueille une petite fille de trois ans perdue sur un champ de bataille au milieu des morts qu'il confiera plus tard à des commerçants chinois (scène qu'il décrit dans son roman autobiographique L'Anti-jeu). Il enseigne quelque temps au Lycée Pavie de Vientiane, puis va planter du tabac au Siam. En septembre 1949, il rentre à Saïgon où domicilié 51 rue Jean Testard, il est professeur d'anglais au lycée Petrus-Ky, puis, à la fermeture de celui-ci, devient chef traducteur au service d'information américain de Saïgon au consulat des États-Unis et assure, aux côtés de Jacques Chancel, l'émission transmise sur ondes courtes à destination de la France par Radio-France-Asie jusqu'en 1951, année de son retour en France. 
De ces cinq années aventureuses et exotiques en Indochine, Jean Hougron prend quelques milliers de pages de notes qui lui fourniront la matière du cycle romanesque La Nuit indochinoise dont il publie le premier volume Tu récolteras la tempête en 1950. La sortie de ce premier roman est remarquée par le milieu littéraire, le critique Emile Henriot parle d'« un départ fulgurant de romancier », tandis que Maurice Nadeau parle d'« un ouvrage solide et bien fait, honnête, intéressant » et il obtient un succès considérable, atteignant un tirage de 500 000 exemplaires. En 1950 et 1951, Tu récolteras la tempête est publié en épisodes dans le quotidien à gros tirages Paris-Presse - L'Intransigeant.
Sa vaste fresque de l'Indochine française le révèle au public et se voit couronnée en 1953 par le Grand prix du roman de l'Académie française, par 21 voix sur 24 votants et trois bulletins blancs. Dans sa nouvelle Retour, publiée dans Les Portes de l'aventure en 1954, il imagine que devenu richissime grâce à ses affaires en Indochine, il fait son retour à Dreux (appelé Rouilly) après sept ans d'absence, demande au notaire de la ville la main de sa fille, alors que celle-ci lui avait été refusée avant son départ parce qu'il était pauvre, puis renonce au dernier moment à l'épouser et part vivre à Paris tandis que sa fiancée se suicide.
En 1953, Henri Decoin envisage d'adapter pour le cinéma Le Soleil au ventre, avec Dany Carrel, dont la mère est indochinoise, dans un des rôles principaux. Il doit renoncer à son projet car il n'a pas pu obtenir les droits d'adaptation.
En 1956, son roman Je reviendrai à Kandara est adapté au cinéma par Jacques Companéez, Alex Joffé et Victor Vicas qui en est le réalisateur. Jean Hougron en signe les dialogues avec François Boyer.
En 1957, Mort en Fraude est adapté au cinéma par le réalisateur Marcel Camus dont c'est le premier film.
En mars 1958, il publie La Terre du Barbare, suite des Asiates parues en 1954.
Il devient libraire et cesse de publier pendant quelques années.
En 1964, il fait son retour en littérature avec un roman qui se déroule pour la première fois en France : Histoire de Georges Guersant, fortement teinté d'autobiographie, où il présente une vaste fresque de la vie sous l'Occupation allemande dans une ville fictive du nord de la France ; on y reconnaît facilement la ville de Dreux où il vivait à cette période. Comme on y reconnaît des personnalités drouaises et des événements spécifique à la ville, pour apaiser les esprits, Jean Hougron déclare : "Je ne me suis pas référé à des choses ayant existé et mes personnages ne sortent pas de la fiction. C'est un roman où l'imagination a sa large part et il convenait que les Drouais le sachent...". Son roman est sélectionné pour le prix Goncourt et fait partie des huit derniers romans, notamment avec Le Ravissement de Lol V. Stein de Marguerite Duras, encore en lice pour remporter le prix qui ira à L'État sauvage de Georges Conchon. Il obtient le Prix du roman populiste en 1965, mais le livre n'obtient qu'un succès d'estime.
À l'occasion de la sortie de son livre Histoire de Georges Guersant, il reçoit le 22 novembre 1964 des mains du maire de Dreux la plaquette d'argent de la ville de Dreux. À l'occasion de la remise de cette plaquette faite en présence de personnalités de Dreux, il déclare son attachement à la ville : "C'est une ville que j'aime. J'en suis parti en 1947. J'y suis revenu en 1951, alors que ma mère y habitait encore, puis en 1953 et en 1955. J'y ai beaucoup d'amis fidèles, et c'est pour moi très important. J'ai été heureux ici, et dans les moments difficiles de ma vie indochinoise, j'ai pensé souvent à mon adolescence drouaise."
En 1970, il renoue avec l'aventure indochinoise avec son roman La Gueule pleine de dents édité chez Plon, et le 17 avril de la même année, il est l'invité de Jacques Chancel pour son émission Radioscopie sur France Inter.
En 1981, il intente un procès à Françoise Sagan pour plagiat, reconnaissant dans Le chien couchant des points communs avec sa nouvelle La vieille femme.

### Vie privée
Avec sa femme Noëlle, originaire de Perpignan et avec laquelle il tient une librairie à Nice, il a quatre enfants: Nicole (1953), Jean-Philippe, Barbara et Inès.
Il se remarie le 9 février 1974 avec Victoria Sanchez et a un fils prénommé Alexandre.

## Œuvres

### Œuvres originales
- Tu récolteras la tempête (La Nuit indochinoise, I), Domat, 1950
- Rage blanche (La Nuit indochinoise, II), Domat, 1951
- Soleil au ventre (La Nuit indochinoise, III), Domat, 1952
- Mort en fraude (La Nuit indochinoise, IV), Domat, 1953 (Grand Prix du roman de l'Académie française 1953)
- Les Portes de l'aventure (La Nuit indochinoise, V), Domat, 1954, recueil de trois nouvelles : Poulo-Condor, L'homme du kilomètre 53 et Retour
- Les Asiates (La Nuit indochinoise, VI), Domat, 1954
- Je reviendrai à Kandara, Domat, 1955
- Quatrième étage, in Les Œuvres libres..., A. Fayard, 1955
- La Terre du barbare (La Nuit indochinoise, VII), Del Duca, 1958
- Par qui le scandale, Éditions mondiales, 1960
- Le Signe du chien, Denoël, coll. "Présence du futur", no 44, 1961
- Histoire de Georges Guersant, Stock, 1964 (Prix du roman populiste 1965)
- Les Humiliés, Stock, 1965 (recueil de sept nouvelles)
- La Gueule pleine de dents, Plon, 1970
- L'Homme de proie, Plon, 1974
- L'Anti-jeu, Plon, 1977  (ISBN 2-259-00259-5)
- Le Naguen, Plon, 1980 (Grand Prix de la Science-Fiction 1981)  (ISBN 2-259-00562-4)
- La Chambre, Hachette, 1982,  (ISBN 2-01-008741-0)
- Coup de soleil, Hachette, 1984  (ISBN 2-01-010362-9)
- Beauté chinoise, Hachette, 1987,  (ISBN 2-01-012982-2)

### Préface
- Michel de Saint Pierre, Les écrivains, Les Amis du Club du livre du mois, coll. "Chefs-d’œuvre d'hier et d'aujourd'hui", 1958
- Robin Moore, Les Bérets verts, Stock, 1965

### Rééditions
- Tu récolteras la tempête (La Nuit indochinoise, I), Domat, 1951 (1re éd. 1950)
- Rage blanche (La Nuit indochinoise, II), Le Club français du livre, 1952 (1re éd. 1951)
- Rage blanche (La Nuit indochinoise, II), Domat, 1953 (1re éd. 1951)
- Mort en fraude (La Nuit indochinoise, IV), Del Duca, 1958 (1re éd. 1953)
- Soleil au ventre, Éditions mondiales, coll. "Le Livre de poche", 1960 (1re éd. 1952)
- Tu récolteras la tempête, Domat, coll. "Le livre de poche", 1960 (1re éd. 1950)
- Par qui le scandale, Del Duca, 1960
- Mort en fraude, Club de la femme, coll. "Bibliothèque du club de la femme", 1961 (1re éd. 1953)
- Mort en fraude, Le livre de poche, 1961 (1re éd. 1953)
- Rage blanche, Éditions mondiales, coll. "Le Livre de poche", 1961 (1re éd. 1951)
- Les Asiates, Le Livre de poche, coll. "Le Livre de poche", 1962 (1re éd. 1954)
- La Terre du barbare, le Livre de poche, coll. "Le Livre de poche", 1963 (1re éd. 1958)
- Tu récolteras la tempête, le Livre de poche, 1963 (1re éd. 1950)
- Rage blanche, Le livre de poche, 1964 (1re éd. 1951),  (ISBN 2-253-00838-9)
- Les Portes de l'aventure, Le Livre de poche, coll. "Le Livre de poche", 1964 (1re éd. 1954)
- Je reviendrai à Kandara, Le Livre de poche, coll. "Le Livre de poche", 1965 (1re éd. 1955)
- Par qui le scandale, Le Livre de poche, coll. "Le Livre de poche", 1966
- Mort en fraude, Le Livre de poche, coll. "Le Livre de poche", 1967 (1re éd. 1953)
- Soleil au ventre, le Livre de poche, 1967 (1re éd. 1952)
- Je reviendrai à Kandara, le Club de la femme, coll. "Bibliothèque du club de la femme", 1968 (1re éd. 1955)
- Tu récolteras la tempête, Del Duca - Plon, 1969 (1re éd. 1950)
- Soleil au ventre, Del Duca - Plon, 1969 (1re éd. 1952)
- Mort en fraude, Del Duca - Plon, 1970 (1re éd. 1953)
- Soleil au ventre, Éditions de Crémille, coll. "Les Grands romans de guerre", 1970 (1re éd. 1952)
- La Gueule pleine de dents, Le Cercle du nouveau livre, 1970 (1re éd. 1970) (Postface de Jacques Robichon)
- Les Portes de l'aventure, Del Duca - plon, 1970 (1re éd. 1954)
- Les Asiates, Del Duca - Plon, 1971 (1re éd. 1954)
- Les Humiliés, le Livre de poche, coll. "Le Livre de poche, Pluriel", 1971 (1re éd. 1965)
- La Terre du barbare, Del Duca - Plon, 1973 (1re éd. 1958)
- Histoire de Georges Guersant, Plon, 1974 (1re éd. 1964)
- La Gueule pleine de dents, le Livre de Paris, coll. "Club pour vous Hachette", 1974 (1re éd. 1970),  (ISBN 2-245-00095-1)
- La Gueule pleine de dents, Presses pocket, coll. "Presses pocket", 1975 (1re éd. 1970)
- Mort en fraude, le Livre de poche, coll; "Le livre de poche", 1975, (1re éd. 1953),  (ISBN 2-253-00980-6)
- L'Homme de proie, France loisirs, 1974 (1re éd. 1974)
- Histoire de Georges Guersant, Le Livre de poche, coll. "Le Livre de poche", 1980, (1re éd. 1964),  (ISBN 2-253-02460-0)
- Les Portes de l'aventure, Presses Pocket, coll. "Presses Pocket", 1980 (1re éd. 1954)  (ISBN 2-266-00874-9)
- Le Signe du chien, Denoël, coll. "Présence du futur", no 44, 1981 (1re éd. 1960)
- La Gueule pleine de dents, Le Livre de poche, coll. "Le Livre de poche", 1982 (1re éd. 1970)
- Coup de soleil, Le Grand livre du mois, 1984  (ISBN 2-01-010362-9)
- La Chambre, Librairie générale française, coll. "Le Livre de poche", 1984 (1re éd. 1982)  (ISBN 2-253-03542-4)
- Coup de soleil, Librairie générale française, coll. "Le Livre de poche", 1985 (1re éd. 1984)  (ISBN 2-253-03810-5)
- Beauté chinoise, Éditions de la Seine, coll. "Succès du livre", 1987 (1re éd. 1987)
- Beauté chinoise, Librairie générale française, coll. "Le Livre de poche", 1988, (1re éd. 1987)  (ISBN 2-253-04787-2)
- Tu récolteras la tempête, Librairie générale française, coll. "Le Livre de poche", 1989, (1re éd. 1950)  (ISBN 2-253-01354-4)
- Les Asiates, Librairie générale française, coll. "Le Livre de poche", 1989, (1re éd. 1954)  (ISBN 2-253-00128-7)
- La Nuit indochinoise (contient: Tu récolteras la tempête, Soleil au ventre, Rage blanche), R. Laffont, coll. "Bouquins", 1989  (ISBN 2-221-05871-2)
- La Nuit indochinoise (contient: Mort en fraude, Les Portes de l'aventure, Les Asiates, La Terre du barbare), Laffont, coll. "Bouquins", 1989,  (ISBN 2-221-05885-2)
- Le Naguen, Éd. J'ai lu, coll. "J'ai lu. SF", 1995, (1re éd. 1980),  (ISBN 2-277-24005-2)
- Le Signe du chien, Denoël, coll. "Présence du futur", 1995, (1re éd. 1960),  (ISBN 2-207-50044-6)
- Le Naguen, J'ai lu, coll. "J'ai lu", 1999, (1re éd. 1980),  (ISBN 2-277-24005-2)
- La Nuit indochinoise (contient: Tu récolteras la tempête, Soleil au ventre, Rage blanche), Laffont, coll. "Bouquins", 2004,  (ISBN 2-221-10190-1)
- La Nuit indochinoise (contient: Mort en fraude, les Portes de l'aventure, Les Asiates, La Terre du barbare), Laffont, coll. "Bouquins", 2006,  (ISBN 2-221-05885-2)

## Œuvres adaptées au cinéma
- Je reviendrai à Kandara de Victor Vicas (1956)
- Mort en Fraude de Marcel Camus (1957)

### Sources
- Un jeune ancien dans « La nuit indochinoise » ou la naissance d'un romancier, de Jacques Leloup (1922-2017), publié dans le bulletin du Pensionnat Saint-Pierre de Dreux et de l'association amicale des anciens élèves no 126, 15 janvier 1951, pages 42-46.
- Pierre de Boisdeffre, Histoire de la littérature de langue française des années 30 aux années 80, Tome 1, Roman, Théâtre, Librairie Académique Perrin, 1985
- Par qui le scandale de Jean Hougron par Manuel de Diéguez, Combat, 27 novembre 1959
- Henri Copin, Jean Hougron, romancier de l’Indochine, in Les Carnets du Viêt Nam, n°6, été 2004
- Pages Françaises de Science-Fiction
- E-litterature.net